# 조르주 프레트르
조르주 프레트르(프랑스어: Georges Prêtre, 1924년 8월 14일 ~ 2017년 1월 4일)는 프랑스의 지휘자이다. 프랑스 북부 와지에서 태어났다. 피아노와 트럼펫을 공부하고 15세에 파리 음악원에 입학하였다. 지휘 경력 대부분을 외국에서 보냈다. 1986년에서 1991년까지 빈 교향악단의 수석 객원 지휘자였다. 2008년, 2010년 빈 신년 음악회에 초대를 받아 지휘한 사상 최초의 프랑스인이었다. 2009년 베네치아 페니체 극장에서의 신년 음악회도 지휘하였다.